# Польский комитет национального освобождения
Польский комитет национального освобождения (ПКНО) (пол. Polski Komitet Wyzwolenia Narodowego (PKWN)) — временный (c 21 июля по 31 декабря 1944 года) просоветский орган исполнительной власти Польши, образованный в июле 1944 года в Москве во время Второй мировой войны (1939—1945).

## История

Манифест ПКНО, опубликованный 22 июля 1944 года.

В то время, когда Красная Армия перешла реку Западный Буг в ходе Белорусской наступательной операции «Багратион» (23 июня — 29 августа 1944 года) во время Второй мировой войны, в СССР находилась делегация Крайовой Рады Народовой, имевшая полномочия Польской рабочей партии и близких ей партий для создания своего представительного органа.
Польский комитет национального освобождения (ПКНО) был образован 21 июля 1944 года в Москве.
В состав ПКНО вошли представители Польской рабочей партии, Союза польских патриотов, Рабочей партии польских социалистов (Э. Осубки-Моравского), партии Стронництво людове и Демократической партии, в том числе:
- Эдвард Осубка-Моравский;
- Болеслав Берут;
- Ванда Василевская;
- Александр Завадский;
- генерал Зыгмунт Берлинг;
- генерал Михал Жимерский;
- Мариан Спыхальский;
- Болеслав Дробнер;
- Станислав Скшешевский;
- Стефан Ендриховский;
- Анжей Витос;
- Эмиль Зоммерштейн;
- полковник Эдвард Охаб.

Комитет возглавил социалист Эдвард Осубка-Моравский.
После вступления советских войск на территорию Польши ПКНО был создан как марионеточное и полностью подконтрольное СССР правительство, несмотря на то, что ещё существовало правительство Польши в изгнании (СССР в 1944 формально не был в каких-либо отношениях с польским правительством в Лондоне, некоторые деятели правительства в изгнании  официально заявляли, что Польша находится в состоянии войны с СССР ). Формально ПКНО  ещё не был правительством, но его реальным предвестником. ПКНО приступил к созданию аппарата государственной власти на освобождённой территории страны. Этому комитету было подчинено Войско Польское — (Армия людова была объединена с 1-й Польской армией в единое Войско Польское) и создаваемая на занятых Красной Армией территориях гражданская милиция. 
Первым документом ПКНО был провозглашённый 22 июля в Хелме Июльский манифест ПКНО 1944, содержавший программу строительства народно-демократической Польши. Вначале руководство ПКНО находилось в г. Хелм, затем, с 1 августа 1944 года — в Люблине (отсюда возникло название «Люблинский комитет»).
Сталин 2 августа,  писал Рузвельту, что все зависит «от способности тех или других лиц из польского эмигрантского правительства сотрудничать с действующим уже в Польше» ПКНО . После создания ПКНО на подконтрольных советским войскам территориях Польши началось формирование местных просоветских органов государственной власти — народных Советов («рад народовых»), в общей сложности вплоть до окончания Висло-Одерской операции было создано 8 воеводских, 100 поветовых и городских и 300 гминных народных советов.

### Правительство
26 июля 1944 года правительство СССР и ПКНО подписали соглашение, которым ПКНО признавалась властью на польской территории.
Руководство ПКНО вводило новые законы на освобождаемых от немцев советской армией территориях, образцом которых служили советские законы.
- 15 августа 1944 г. ПКНО издал декрет о мобилизации, предусматривавший призыв в польскую армию военнообязанных 1921—1924 гг. рождения, а также всех офицеров, подофицеров и военных специалистов, годных к воинской службе. В результате в течение нескольких месяцев 1944 г. в 1-ю польскую армию было призвано нескольких десятков тысяч поляков на территории СССР и около 100 тыс. человек — на освобождённой территории Польши.[4]
- 24 августа 1944 года был принят декрет «О роспуске тайных военных организаций на освобождённых территориях» («O rozwiązaniu tajnych organizacji wojskowych na terenach wyzwolonych»);
- 31 августа 1944 года был принят декрет «О мере наказания фашистско-гитлеровских преступников, повинных в совершении убийств, жестоком обращении с гражданским населением, а также для предателей польского народа» («O wymiarze kary dla faszystowsko-hitlerowskich zbrodniarzy winnych zabójstw i znęcania się nad ludnością cywilną oraz dla zdrajców Narodu Polskiego»), который устанавливал ответственность для нацистских военных преступников и коллаборационистов, виновных в совершении убийств и преступлений на территории Польши;
- 6 сентября 1944 года ПКНО принял декрет об аграрной реформе и провёл её в ряде воеводств. В результате проведения земельной реформы крестьянам было передано 260 тыс. га земли, при этом 47 % земель получили безземельные крестьяне и батраки, 49 % малоземельные крестьяне и середняки, 4 % — ремесленники и другие категории населения. После проведения реформы, увеличилась поддержка ПКНО среди крестьян[5].
- 7 октября 1944 года был принят декрет «O Milicji Obywatelskiej», который устанавливал порядок создания милиции и основные принципы её деятельности.
- 30 октября 1944 года был принят декрет «О защите государства», который устанавливал смертную казнь либо тюремное заключение за совершение 11 преступлений против государства. Декрет действовал до 12 июля 1946 года и утратил силу после принятия уголовного кодекса.

Кроме этого, ПКНО признавал за собой право арестовывать поляков в соответствии с советским законодательством. На этом основании сотрудники Ведомства общественной безопасности (RBP) - структурного подразделения ПКНО во главе с коммунистом Станиславом Радкевичем арестовывали бойцов Армии Крайовой и других политических противников. Закон об охране государства от 23 октября 1944 предусматривал тюремное заключение или смертную казнь по одиннадцати составам, позволявшим расширительное политическое трактование.
Создание ПКНО и Крайовой Рады Народовой, проводимые ими реформы, создание новой польской армии вызвали сопротивление со стороны политических противников ПКНО, принимавшее различные формы, вплоть до саботажа и политических убийств активистов и сторонников нового правительства. Только в течение 1944 года жертвами политических убийств стали 300 человек, в течение 1945 года — почти 3500. В общей сложности, в период 1945—1948 гг. польскими антиправительственными вооружёнными формированиями и украинскими националистами были убиты 12 тыс. польских граждан (в том числе, 4300 военнослужащих Войска Польского и Корпуса Внутренней Безопасности).

## Временное правительство Польской Республики
В октябре 1944 года начались переговоры о формировании состава нового правительства Польши (Московская конференция (1944)), в которых участвовали представители ПКНО (Болеслав Берут и Эдвард Осубка-Моравский) и «лондонского» эмигрантского правительства (Станислав Миколайчик, Станислав Грабский и Тадеуш Ромер).
31 декабря 1944 года Крайова Рада Народова приняла декрет о преобразовании ПКНО во  Временное правительство Польской республики (пол. Rząd Tymczasowy Rzeczypospolitej Polskiej). На этом же заседании пост председателя КРН был преобразован в пост президента республики.  Правительство в изгнании осудило это, но не смогло эффективно вмешаться, в  тот же день правительство в изгнании потребовало от подчиненных ему подпольных структур сообщить, что ПКНО не пользуется поддержкой ни одной, даже самой незначительной, части населения Польши.